# 川崎 (つくばみらい市)
川崎（かわさき）は、茨城県つくばみらい市の地名。郵便番号は300-2425。
　

## 地理
つくばみらい市の中央部に位置する。谷原領3万石の一部として開発された田園地帯で、元は小貝川の西岸に位置したが、伊奈氏の小貝川流域開発に伴って河道が変更され、東岸の村となり、1634年（寛永11年）に筒戸村より分村。寛文朱印留に川崎村の名前が見られる。
また、小貝川に沿った地域を中心に2ヶ所の広い飛地で成り立っており、東にある飛地の南端には茨城県道・千葉県道3号つくば野田線が通る。
東は上小目、西は小貝川を挟んで杉下、南は鬼長・上小目、北は宮戸と接している。

### 河川
- 小貝川

## 歴史

### 沿革
- 1634年（寛永11年）　下総国相馬郡筒戸村より分村[3]。
- 1869年（明治2年）　葛飾県相馬郡川崎村となる。
- 1871年（明治4年）　廃藩置県により印旛県相馬郡川崎村となる。
- 1873年（明治6年）　県の統合により千葉県相馬郡川崎村となる。
- 1875年（明治8年）　境界変更により千葉県から茨城県に移管。茨城県相馬郡川崎村となる。
- 1878年（明治11年）　相馬郡が、南相馬郡と北相馬郡に分離し、北相馬郡川崎村となる。
- 1889年（明治22年）　北相馬郡鬼長村と合併し、北相馬郡長崎村大字川崎となる。
- 1896年（明治29年）3月29日　国に筑波郡への編入を請願し、受理。筑波郡長崎村大字川崎となる。
- 1938年（昭和13年）4月17日　筑波郡鹿島村と合併し、筑波郡谷原村大字川崎となる。
- 1955年（昭和30年）3月1日　北相馬郡小絹村・筑波郡十和村・福岡村と合併し、筑波郡谷和原村大字川崎となる。
- 2006年（平成18年）3月27日　筑波郡伊奈町と合併・市制施行し、つくばみらい市川崎となる。

### 地名の変遷
| 実施後     | 実施年月日 | 実施前（各村名とも各一部） |
| ---------- | ---------- | -------------------------- |
| 川崎（村） | 1634年     | 筒戸（村）                 |

## 世帯数と人口
2017年（平成29年）8月1日現在の世帯数と人口は以下の通りである。
| 大字 | 世帯数  | 人口  |
| ---- | ------- | ----- |
| 川崎 | 114世帯 | 360人 |

## 小・中学校の学区
市立小・中学校に通う場合、学区は以下の通りとなる。
| 番地 | 小学校     | 中学校       |
| ---- | ---------- | ------------ |
| 全域 | 谷原小学校 | 谷和原中学校 |

## 施設
- 川崎公民館
- 水神宮
- 谷原大橋